# Wilhelm von und zu Westerholt und Gysenberg

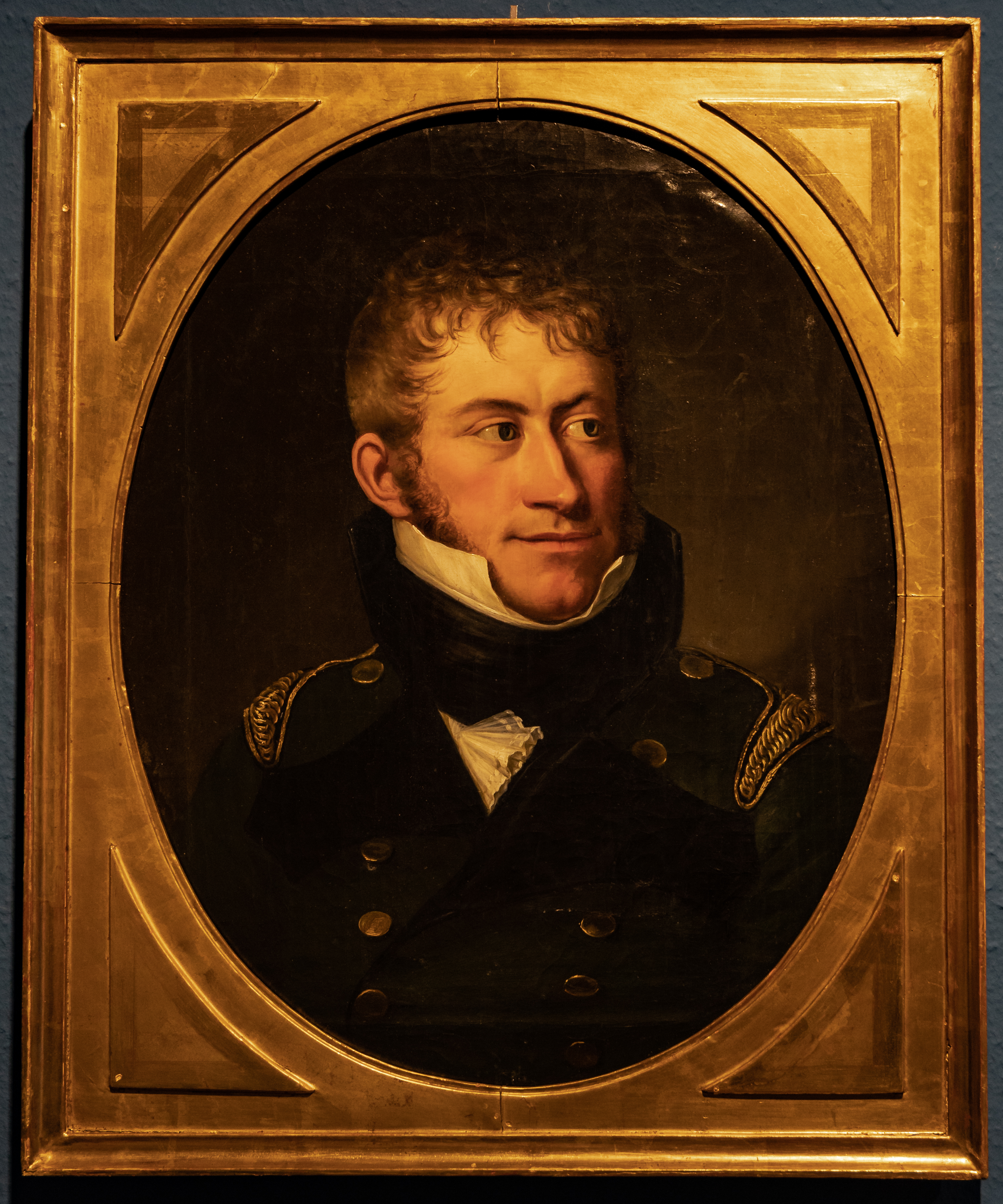
Johann Christoph Rincklake: Wilhelm von und zu Westerholt und Gysenberg, 1807

Wilhelm Ludwig Josef von und zu Westerholt und Gysenberg (* 15. April 1782 in Münster; † 19. Februar 1852 im Schloss Westerholt) war ein preußischer Landrat.

## Leben

### Herkunft
Wilhelm von Westerholt-Gysenberg entstammte dem westfälischen Uradelsgeschlecht von Westerholt. Sein Vater Friedrich Ludolf von Boenen wurde 1790 durch den Kurfürsten Karl-Theodor von Pfalz-Bayern in den Grafenstand erhoben unter der Bedingung, dass er durch die Verheiratung mit Franziska Wilhelmina Freifrau zu Westerholt den Namen Westerholt trägt. Wilhelms älterer Bruder Maximilian Friedrich (Erbfolger) war von 1806 bis 1808 als Oberstallmeister in Diensten von Joachim Murat, Napoleons Schwager und dessen Statthalter im Großherzogtum Berg. Wilhelms Schwester Maria war eine Jugendliebe von Beethoven und Begründerin des Hauses von Elverfeld.

### Familie
Am 2. August 1810 heiratete er – gegen den Willen des Brautvaters – Frein Martha Charlotte von Fürstenberg († 1825) und bezog das neu aufgebaute Schloss Westerholt. 
Aus der Ehe gingen vier Kinder hervor. Der Sohn Friedrich Otto war später Fideikommissar auf Westerholt.

### Beruflicher Werdegang
Wilhelm studierte zunächst zwei Jahre an der Universität Münster und wurde am 1. Mai 1802 Domherr in Münster. Da er sich im geistlichen Stand nicht wohl fühlte, begann er 1805 mit dem Studium der Rechtswissenschaften in Bonn. 1808 verzichtete er endgültig auf das Domkapitulat und überließ es seinem Neffen. Fortan half er seinem Vater, Statthalter des Herzogs von Arenberg, bei den Verwaltungsgeschäften, bis er im Jahre 1811 Maire von Buer wurde.
Am 1. Mai 1816 wurde Wilhelm zum ersten landrätlichen Kommissar des Kreises Recklinghausen ernannt und 1826 für die Ritterschaft im Wahlbezirk West-Münster in den westfälischen Provinziallandtag gewählt. Er war zunächst als stellvertretendes Mitglied für Adolf Heidenreich Droste zu Vischering gewählt worden. Da dieser aber 1826 während der Landtagsberatungen starb, nahm Westerholt und Gysenberg dann an den weiteren Beratungen teil und war 1828 reguläres Mitglied des Landtags. Bei der Wahl des Landrats am 16. Dezember 1829 wurde er mit 8 zu 7 Stimmen gegen Friedrich Karl Devens gewählt, jedoch setzte Heinrich Friedrich Karl vom und zum Stein, der ihm Faulheit und Unfähigkeit unterstellte, in einem zweiten Wahlgang die Wahl von Devens durch, der dann am 6. Juli 1830 vom preußischen König ernannt wurde.
Im Jahre 1836 fungierte Wilhelm als Mitglied des Kreistages Recklinghausen und 1844 wurde er nach Einführung der Landgemeindeordnung für die Provinz Westfalen Stellvertreter de Amtmanns in Buer und Ortsvorsteher in Westerholt.